# Домиций Калистрат
Вижте пояснителната страница за други личности с името Калистрат.
Домиций Калистрат (на латински: Domitius Callistratus, Callistratus Domitius) е древногръцки локален историк от първата половина на 1 век пр.н.е. по времето на Римската империя.
Той пише локална история на родния си град Хераклея Понтика в най-малко седем книги, която е известна само от цитати. Не е ясно дали може да се идентифицира с един Калистратос, който пише за остров Самотраки и живее през първата половина на 1 век пр.н.е. Римското му име Domitius както при много други витинци показва даването му на римско гражданство чрез проконсул Гней Домиций Ахенобарб през 38 до 35 пр.н.е. Не е известно дали пише произведението си преди или след Мемнон Хераклейски.